# Chiesa del Santissimo Sacramento (Genova)
La chiesa del Santissimo Sacramento è un luogo di culto cattolico situato nel quartiere di Albaro, in via Giorgio Byron, nel comune di Genova nella città metropolitana di Genova.

## Storia e descrizione

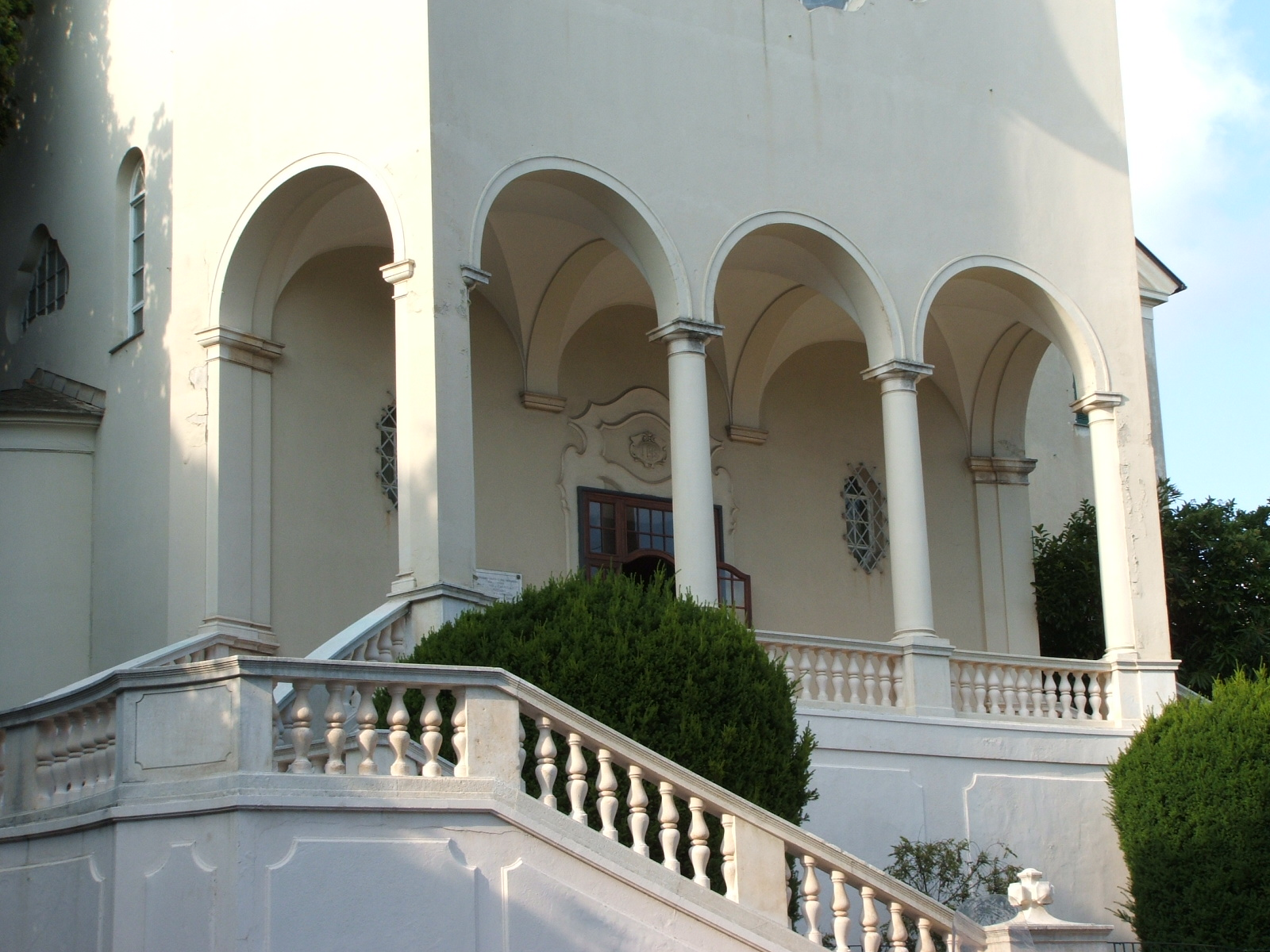
Particolare della struttura

La chiesa è annessa al monastero delle suore sacramentine, sorto verso la fine dell'Ottocento per volontà della nobildonna Antonietta Celesia De Ferrari, la cui figlia, Teresa De Ferrari, era entrata nel monastero delle Adoratrici Perpetue di Monza. Il monastero fu costruito tra il 1884 e il 1886 e Teresa De Ferrari (Maria Teresa del Sacro Cuore di Gesù) ne divenne la superiora.
Il complesso fu quasi completamente distrutto da un bombardamento durante la seconda guerra mondiale e le monache trovarono ospitalità nella villa Campostano, in via San Luca d'Albaro, finché il monastero non fu ricostruito.
Grazie ad un finanziamento della contessa Campostano venne anche costruita, su disegno dell'architetto Crosa, una nuova chiesa sui resti della precedente cappella, completata nel 1958, nella quale è ininterrottamente esposto il Santissimo Sacramento, per consentire l'adorazione continua non solo alle monache, ma anche ai semplici fedeli.